# Représentations diplomatiques du Chili

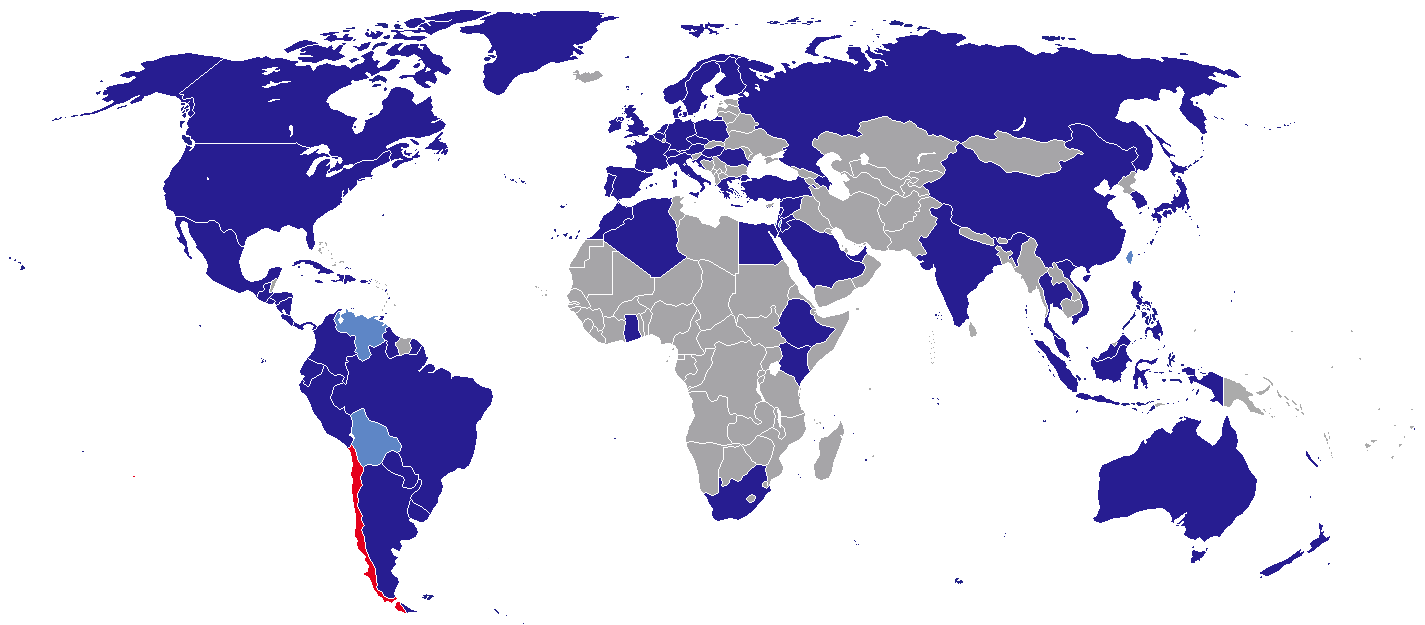
Représentations diplomatiques du Chili :
Chili
Ambassade
Consulat général

Voici les représentations diplomatiques du Chili à l'étranger :

## Afrique
- Afrique du Sud
  - Pretoria (ambassade)
- Algérie
  - Alger (ambassade)
- Égypte
  - Le Caire (ambassade)
- Éthiopie
  - Addis-Abeba (ambassade)
- Ghana
  - Accra (ambassade)
- Kenya
  - Nairobi (ambassade)
- Maroc
  - Rabat (ambassade)

## Amérique
- Argentine
  - Buenos Aires (ambassade)
  - Córdoba (consulat général)
  - Mendoza (consulat général)
  - Neuquén (consulat général)
  - Río Gallegos (consulat général)
  - Rosario (consulat général)
  - Salta (consulat général)
  - San Carlos de Bariloche (consulat général)
  - Bahía Blanca (consulat)
  - Comodoro Rivadavia (consulat)
  - Mar del Plata (consulat)
  - Río Grande (consulat)
  - Ushuaïa (consulat)
- Bolivie
  - La Paz (consulat général)
  - Santa Cruz (consulat général)
- Brésil
  - Brasilia (ambassade)
  - Porto Alegre (consulat général)
  - Rio de Janeiro (consulat général)
  - São Paulo (consulat général)
- Canada
  - Ottawa (ambassade)
  - Montréal (consulat général)
  - Toronto (consulat général)
  - Vancouver (consulat général)
- Colombie
  - Bogota (ambassade)
- Costa Rica
  - San José (ambassade)
- Cuba
  - La Havane (ambassade)
- République dominicaine
  - Saint-Domingue (ambassade)
- Équateur
  - Quito (ambassade)
  - Guayaquil (consulat général)
- États-Unis
  - Washington (ambassade)
  - Chicago (consulat général)
  - Houston (consulat général)
  - Los Angeles (consulat général)
  - Miami (consulat général)
  - New York (consulat général)
  - San Francisco (consulat général)
- Guatemala
  - Guatemala ville (ambassade)
- Guyana
  - Georgetown (ambassade)
- Haïti
  - Port-au-Prince (ambassade)
- Honduras
  - Tegucigalpa (ambassade)
- Jamaïque
  - Kingston (ambassade)
- Mexique
  - Mexico (ambassade)
- Nicaragua
  - Managua (ambassade)
- Panama
  - Panamá (ambassade)
- Paraguay
  - Asuncion (ambassade)
- Pérou
  - Lima (ambassade)
  - Arequipa (consulat général)
  - Tacna (consulat général)
- Salvador
  - San Salvador (ambassade)
- Trinité-et-Tobago
  - Port-d'Espagne (ambassade)
- Uruguay
  - Montevideo (ambassade)

## Asie
- Azerbaïdjan
  - Bakou (ambassade)
- Chine
  - Pékin (ambassade)
  - Canton (consulat général)
  - Chengdu (consulat général)
  - Hong Kong (consulat général)
  - Shanghai (consulat général)
- Corée du Sud
  - Séoul (ambassade)
- Émirats arabes unis
  - Abou Dabi (ambassade)
- Inde
  - New Delhi (ambassade)
  - Mumbai (consulat général)
- Indonésie
  - Jakarta (ambassade)
- Iran
  - Téhéran (ambassade)
- Israël
  - Tel Aviv (ambassade)
- Japon
  - Tokyo (ambassade)
- Jordanie
  - Amman (ambassade)
- Liban
  - Beyrouth (ambassade)
- Malaisie
  - Kuala Lumpur (ambassade)
- Palestine
  - Ramallah (bureau)
- Philippines
  - Manille (ambassade)
- Singapour
  - Singapour (ambassade)
- Syrie
  - Damas (ambassade)
- Taïwan
  - Taipei (bureau commercial)
- Thaïlande
  - Bangkok (ambassade)
- Turquie
  - Ankara (ambassade)
- Viêt Nam
  - Hanoï (ambassade)

## Europe
- Allemagne
  - Berlin (ambassade)
  - Francfort (consulat général)
  - Hambourg (consulat général)
  - Munich (consulat général)
- Autriche
  - Vienne (ambassade)
- Belgique
  - Bruxelles (ambassade)
- Croatie
  - Zagreb (ambassade)
- Danemark
  - Copenhague (ambassade)
- Espagne
  - Madrid (ambassade)
  - Barcelone (consulat général)
- Finlande
  - Helsinki (ambassade)
- France
  - Paris (ambassade)
- Grèce
  - Athènes (ambassade)
- Hongrie
  - Budapest (ambassade)
- Irlande
  - Dublin (ambassade)
- Italie
  - Rome (ambassade)
  - Milan (consulat général)
- Norvège
  - Oslo (ambassade)
- Pays-Bas
  - La Haye (ambassade)
  - Amsterdam (consulat général)
- Pologne
  - Varsovie (ambassade)
- Portugal
  - Lisbonne (ambassade)
- Roumanie
  - Bucarest (ambassade)
- Royaume-Uni
  - Londres (ambassade)
- Russie
  - Moscou (ambassade)
- Suède
  - Stockholm (ambassade)
  - Göteborg (consulat)
- Suisse
  - Berne (ambassade)
  - Lausanne (consulat)
- Tchéquie
  - Prague (ambassade)
- Vatican
  - Rome (ambassade)

## Océanie
- Australie
  - Canberra (ambassade)
  - Melbourne (consulat général)
  - Sydney (consulat général)
- Nouvelle-Zélande
  - Wellington (ambassade)

## Organisations internationales
- Bruxelles  (Mission permanente auprès de l'Union européenne)
- Genève  (Mission permanente auprès de l'Organisation des Nations unies)
- Montevideo (Missions permanentes auprès de l'ALADI et du MERCOSUR)
- New York (Mission permanente auprès de l'Organisation des Nations unies)
- Paris (Mission permanente auprès de l'OCDE et l'UNESCO)
- Vienne (Mission permanente auprès de l'Organisation des Nations unies)
- Washington (Mission permanente auprès de l'Organisation des États américains)

## Galerie

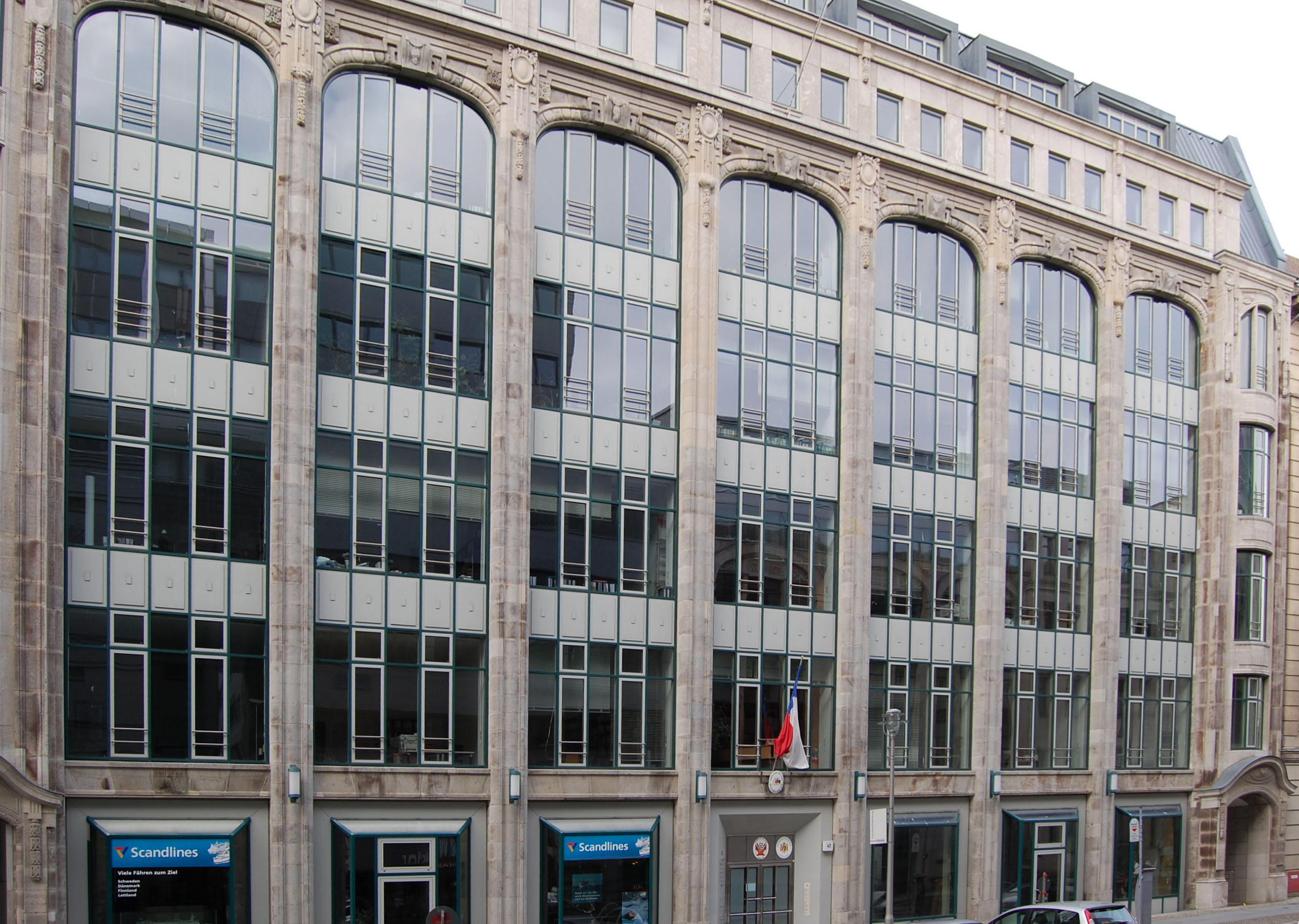
Ambassade à Berlin.
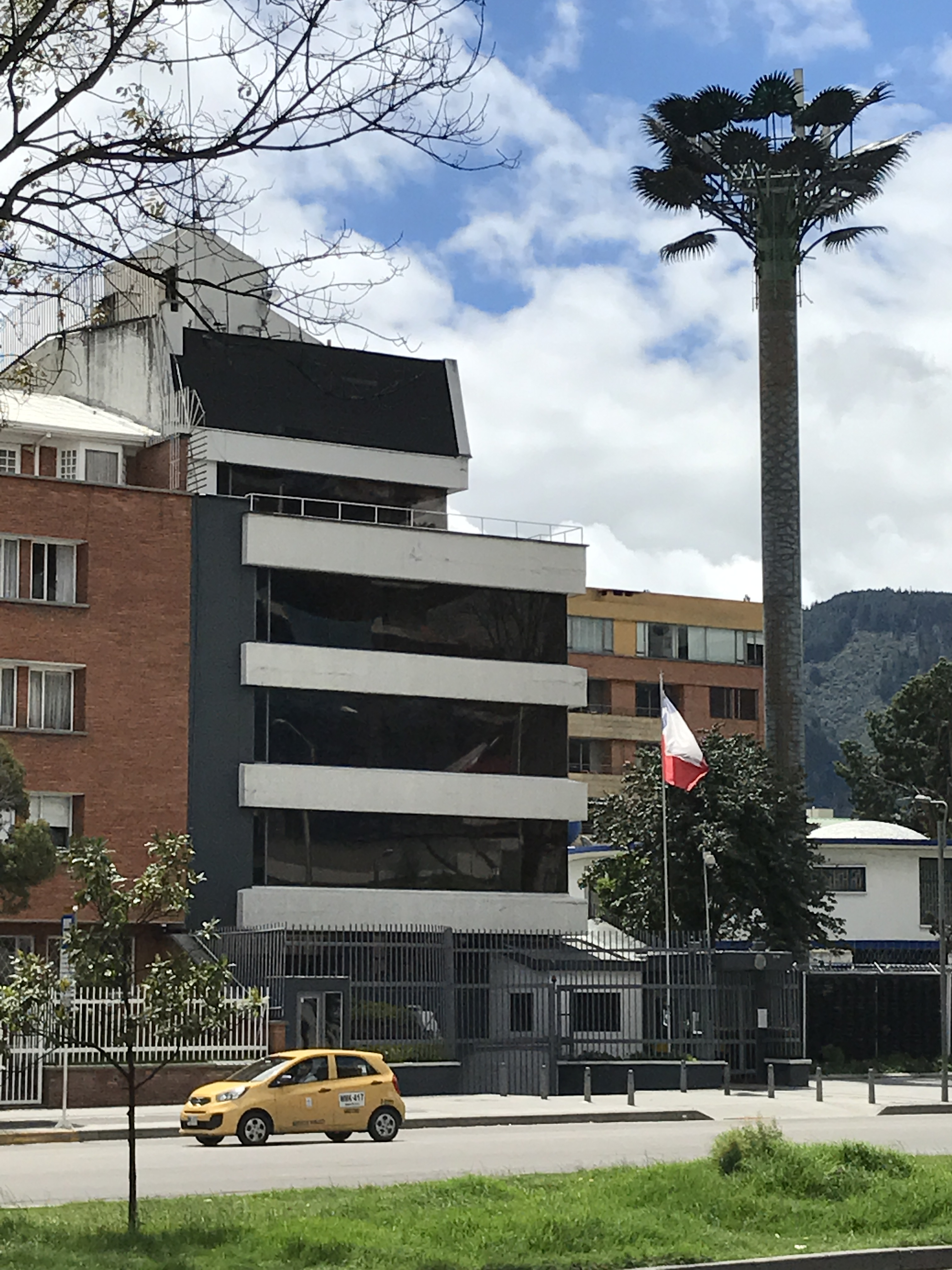
Ambassade à Bogota.
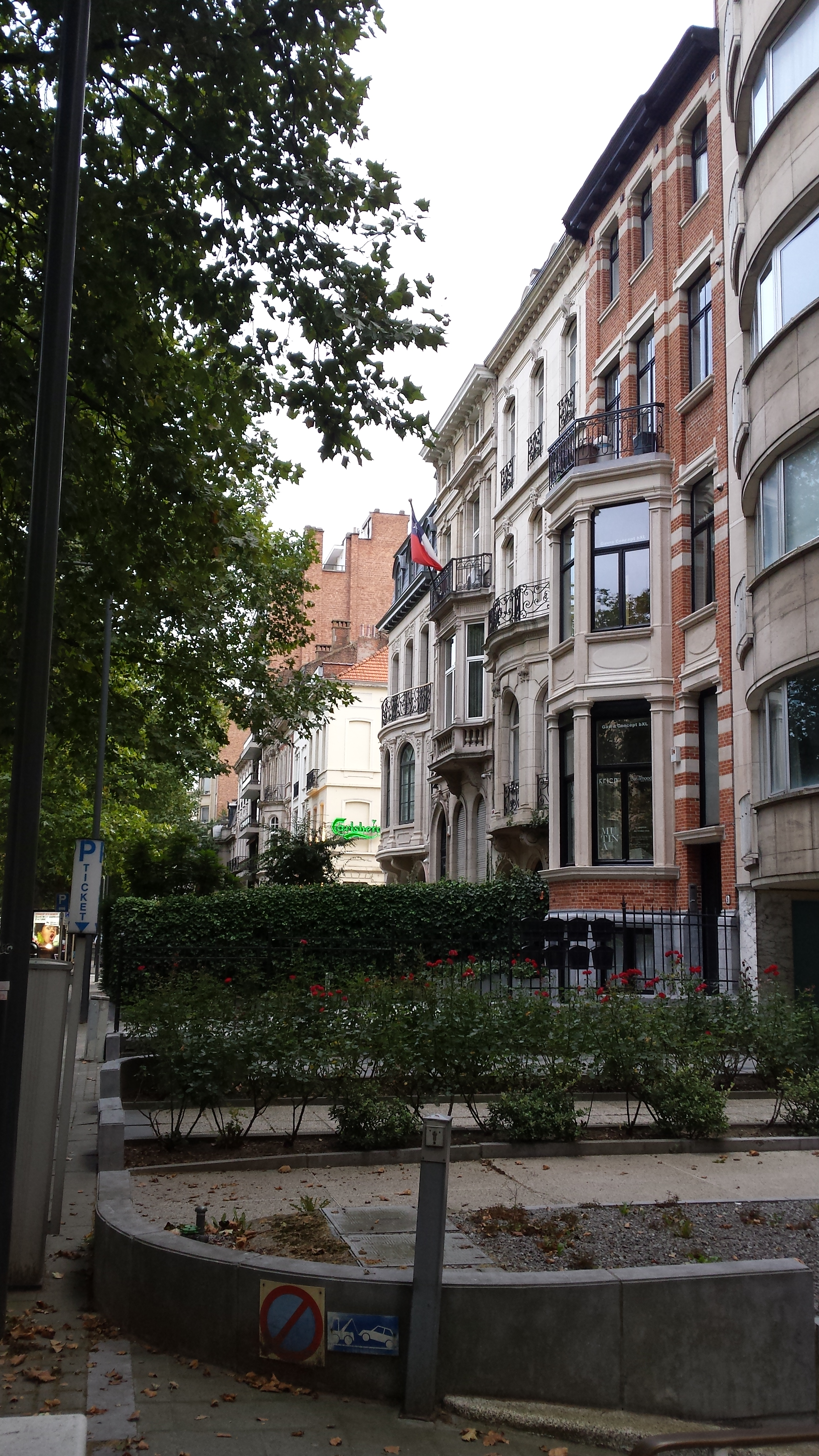
Ambassade à Bruxelles.
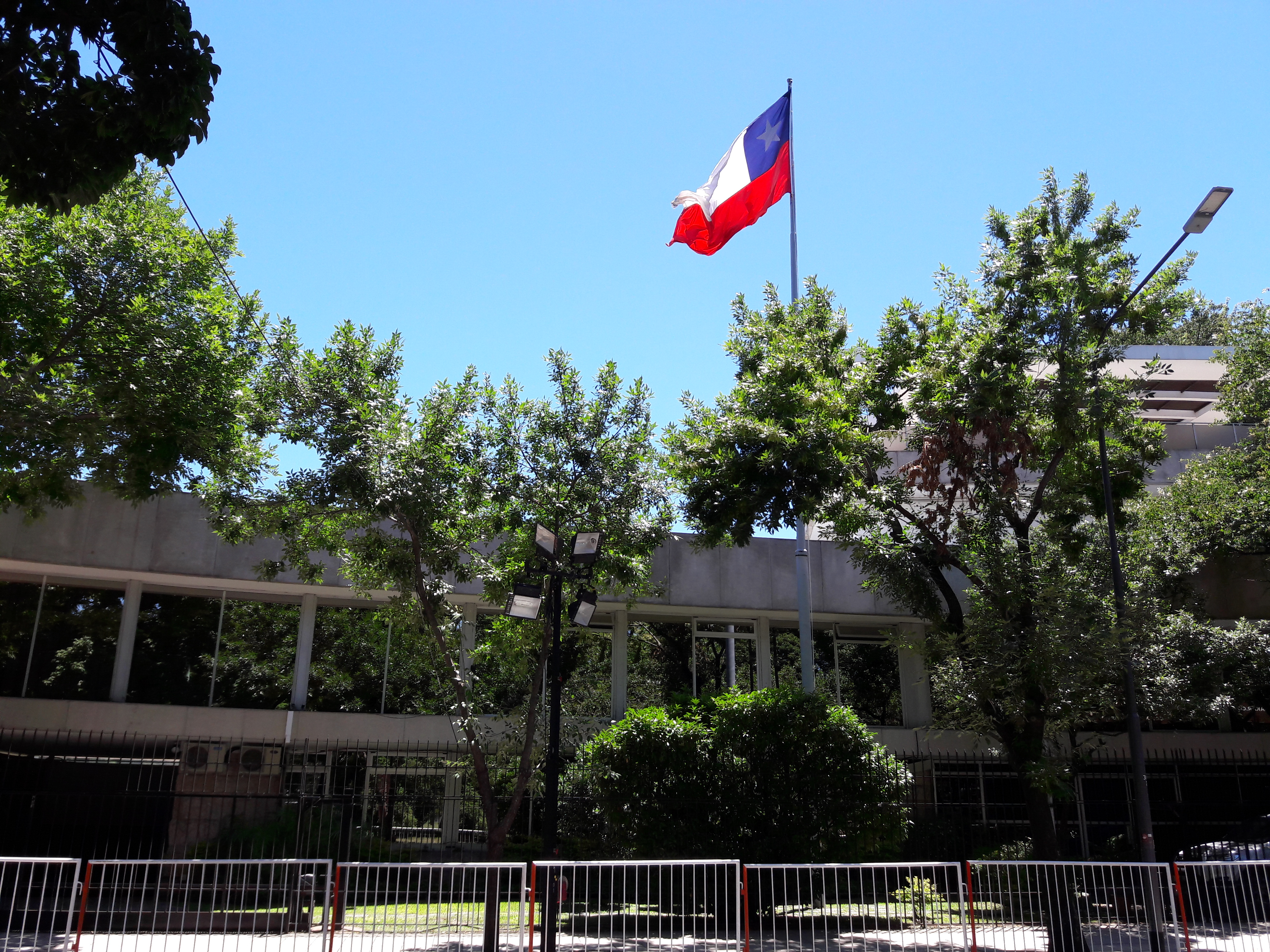
Ambassade à Buenos Aires.
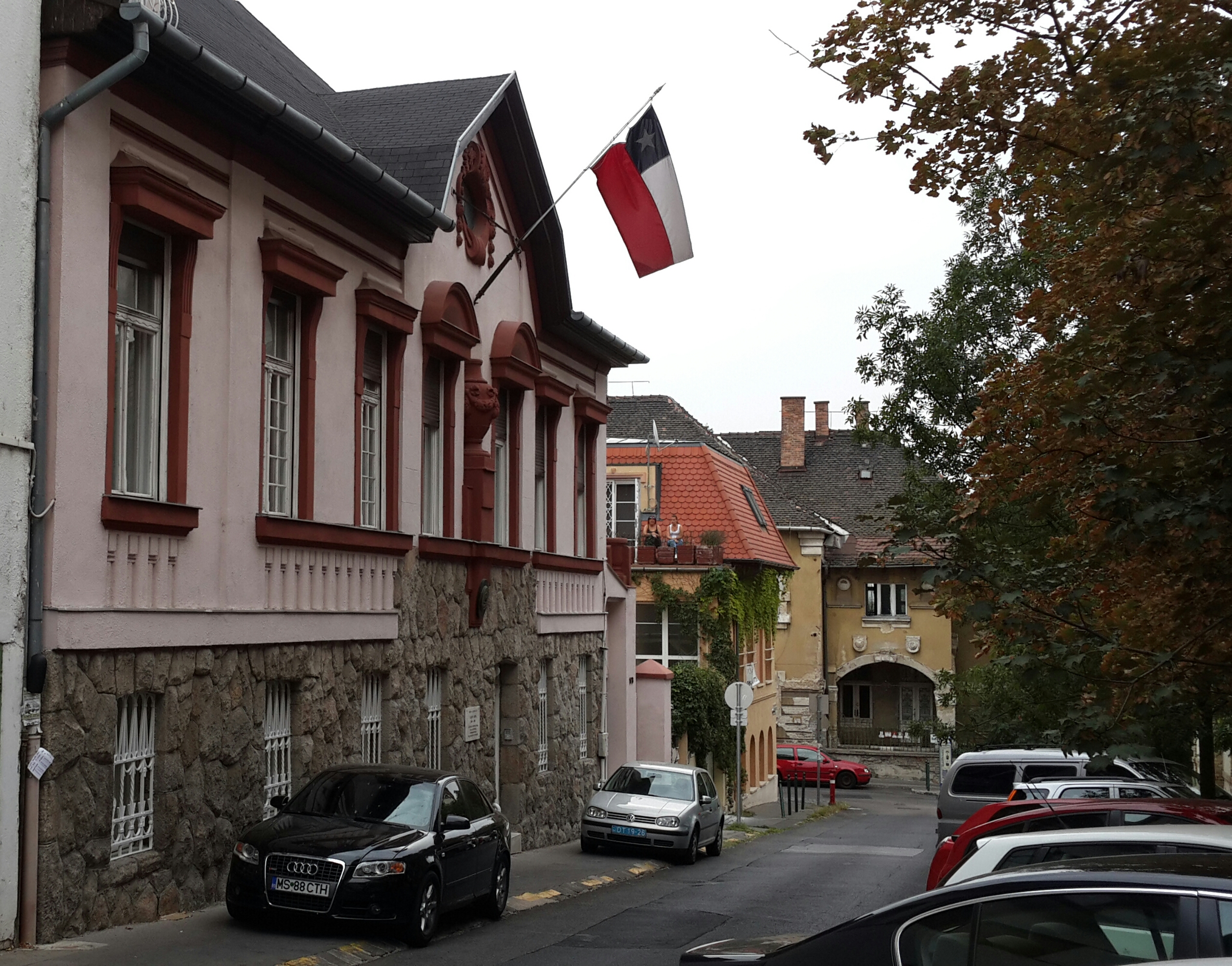
Ambassade à Budapest.
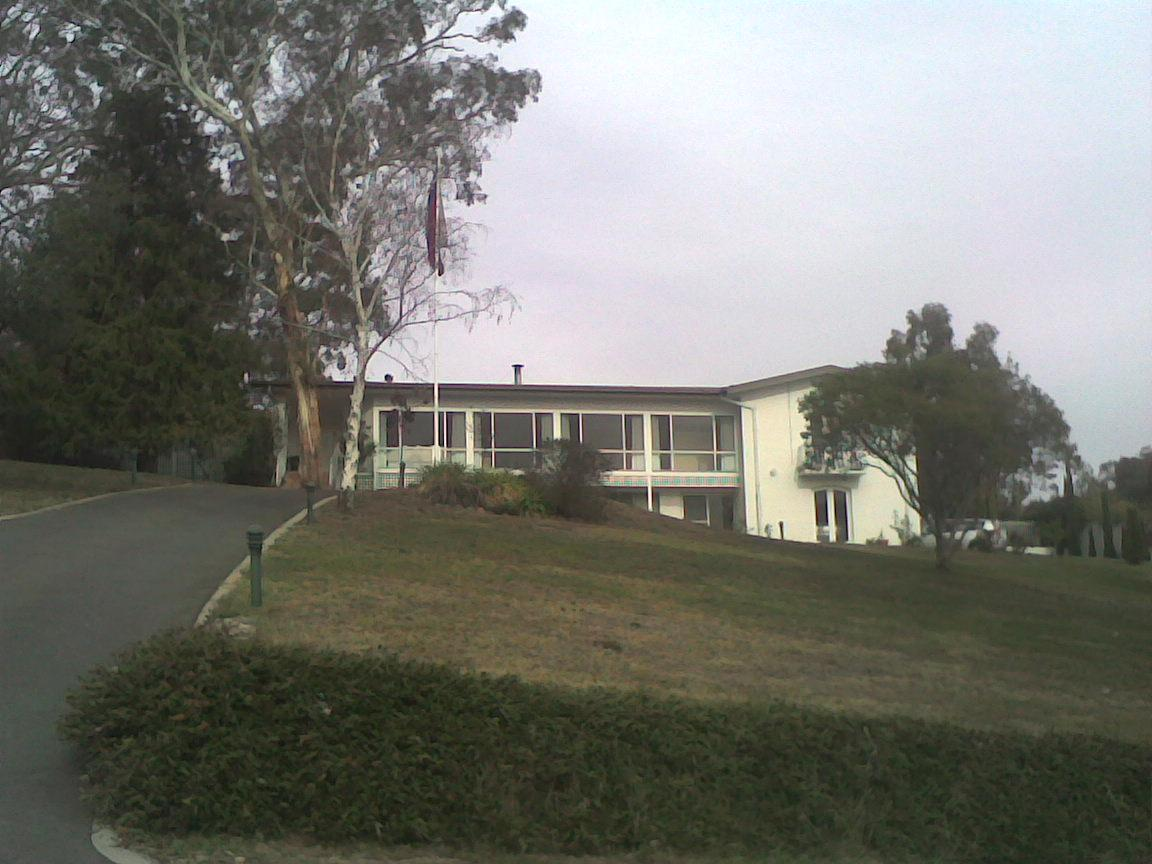
Ambassade à Canberra.
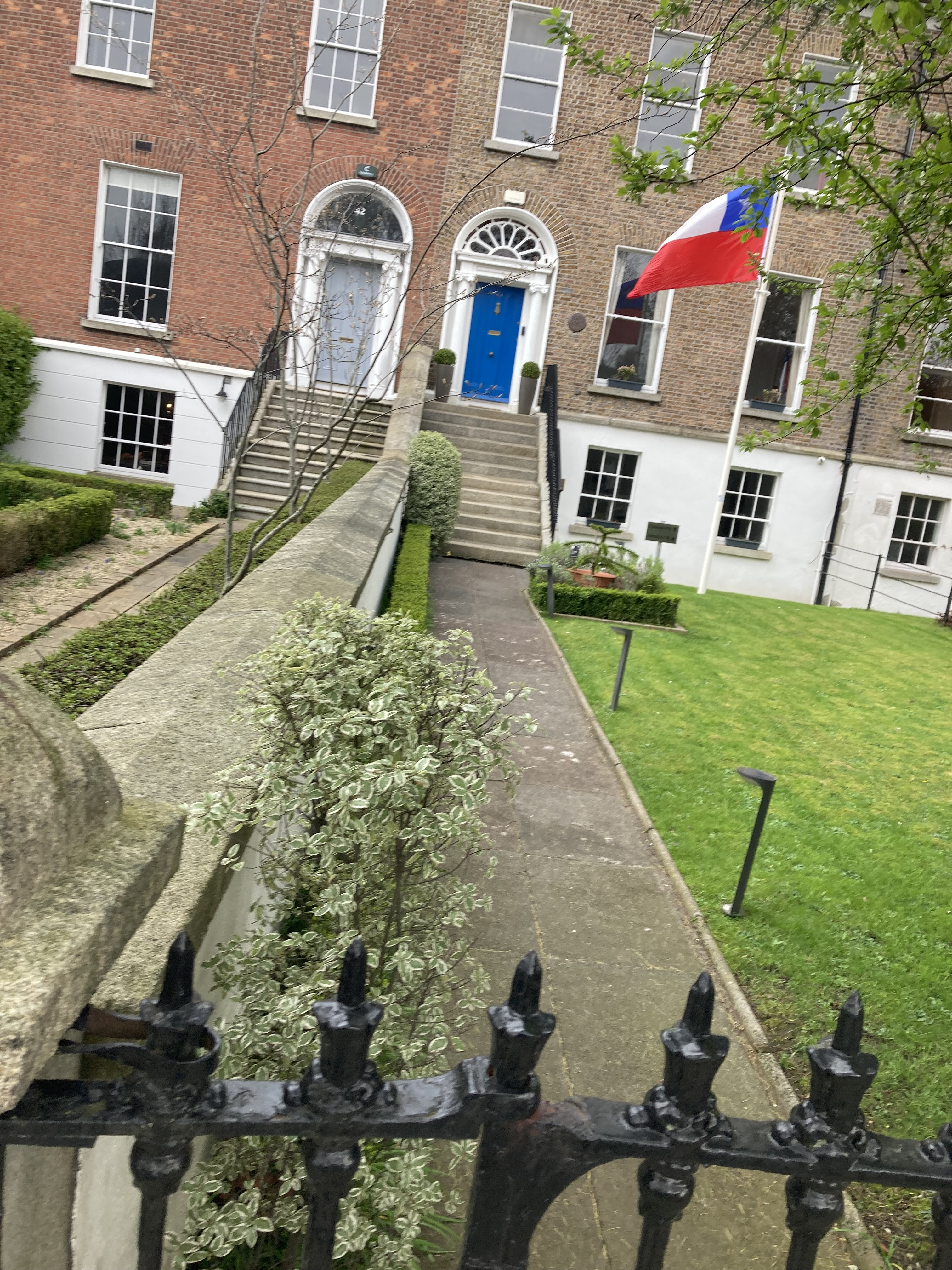
Ambassade à Dublin.
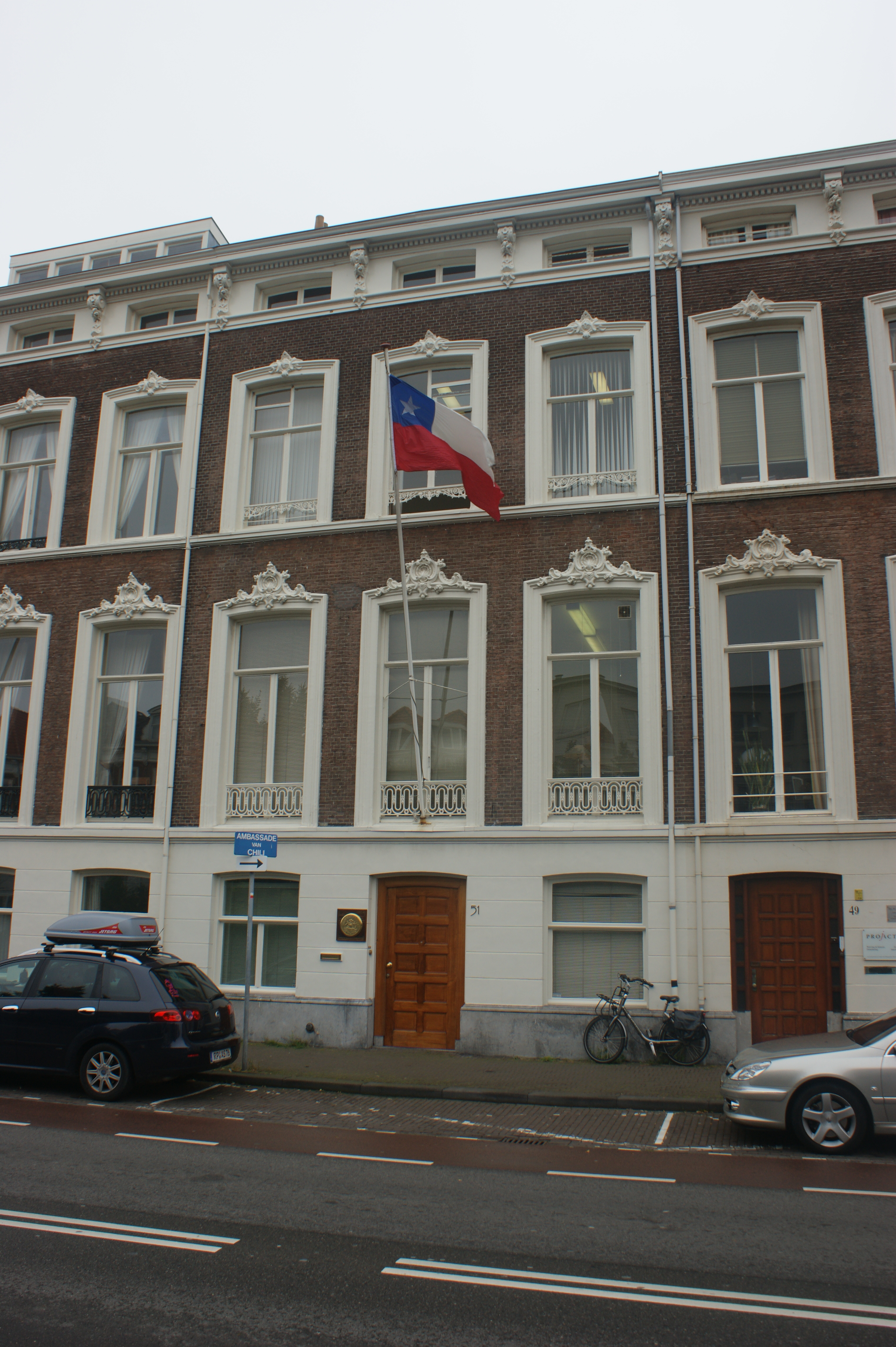
Ambassade à La Haye.
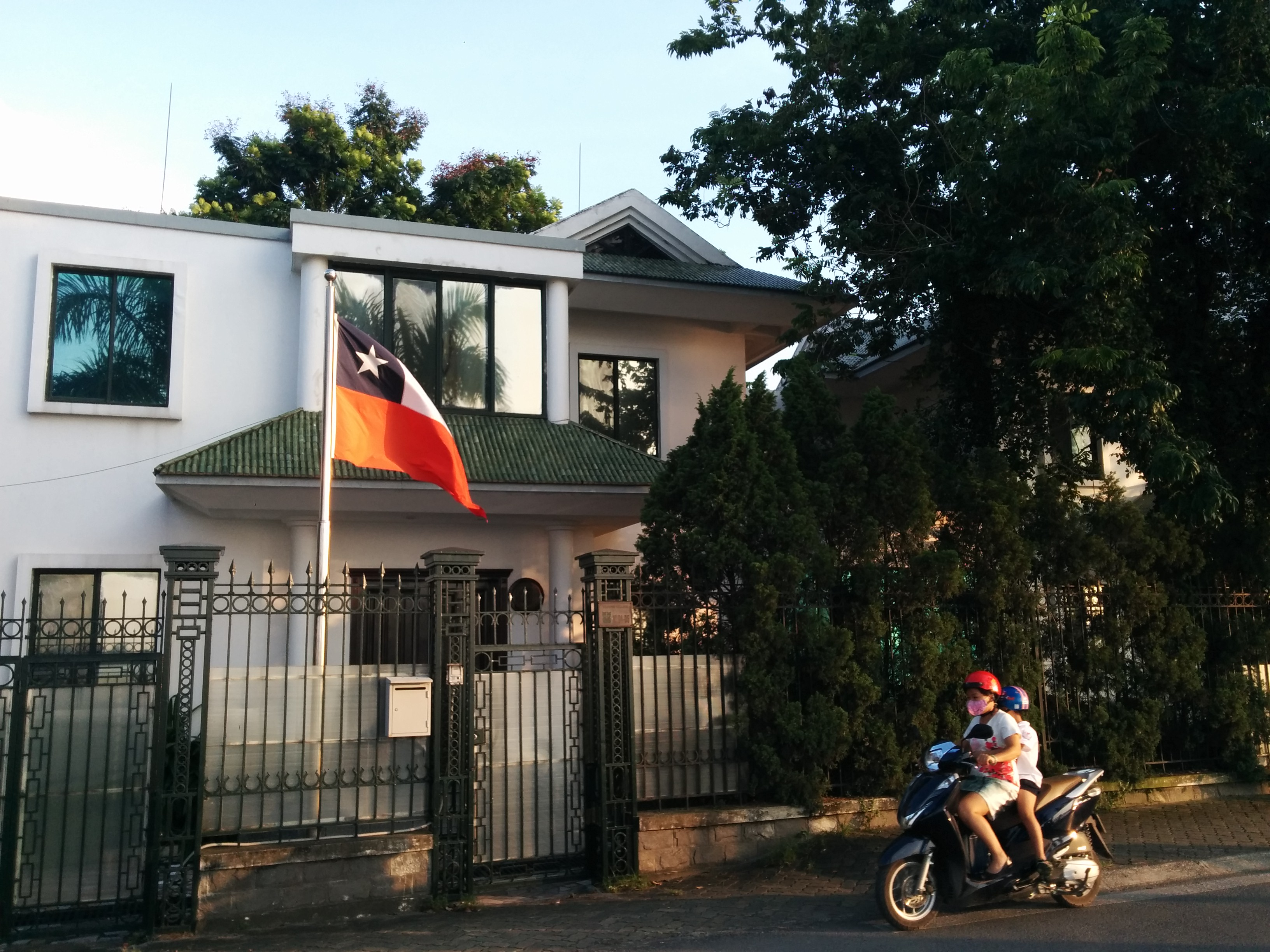
Ambassade à Hanoï.
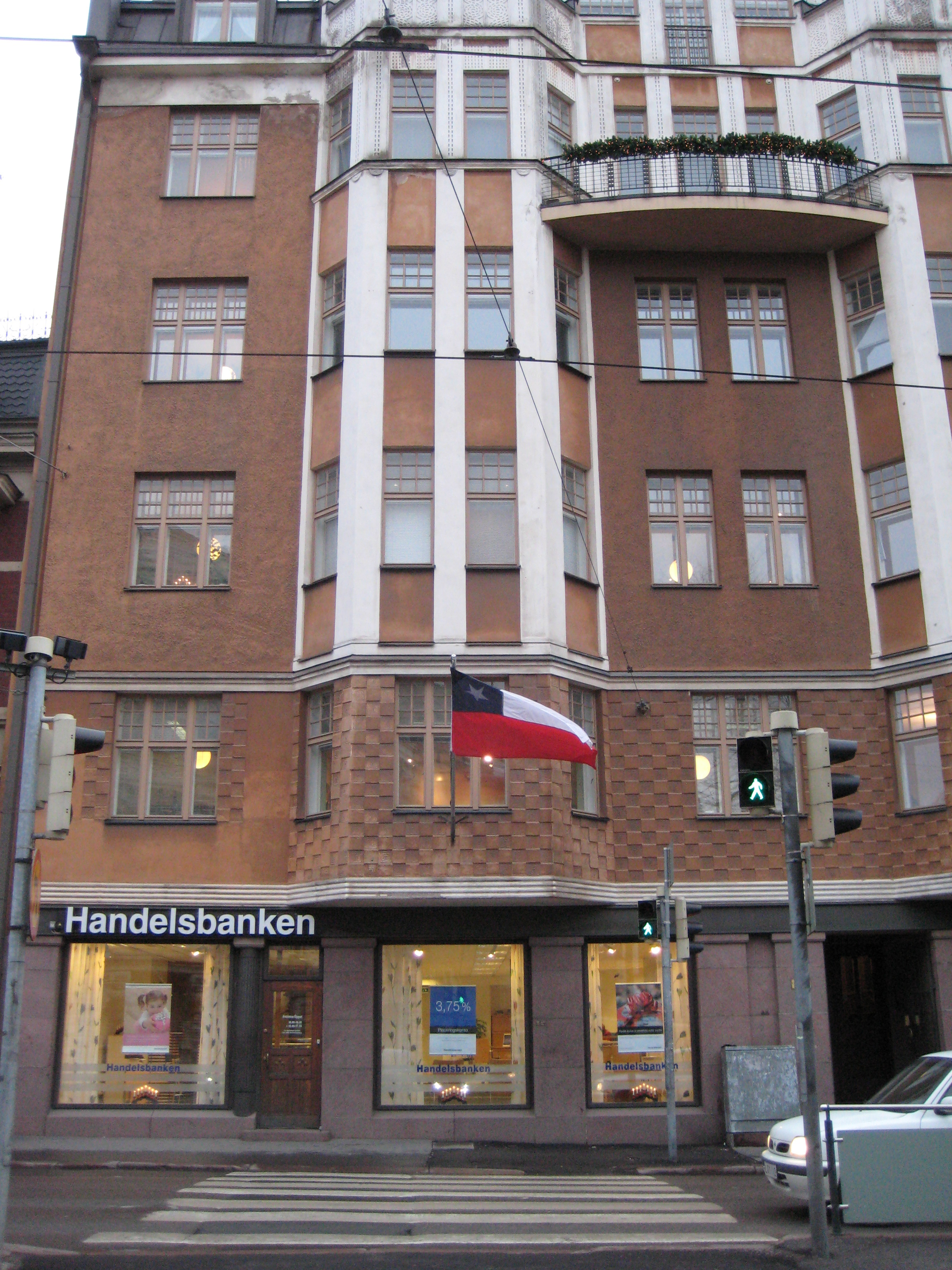
Ambassade à Helsinki.
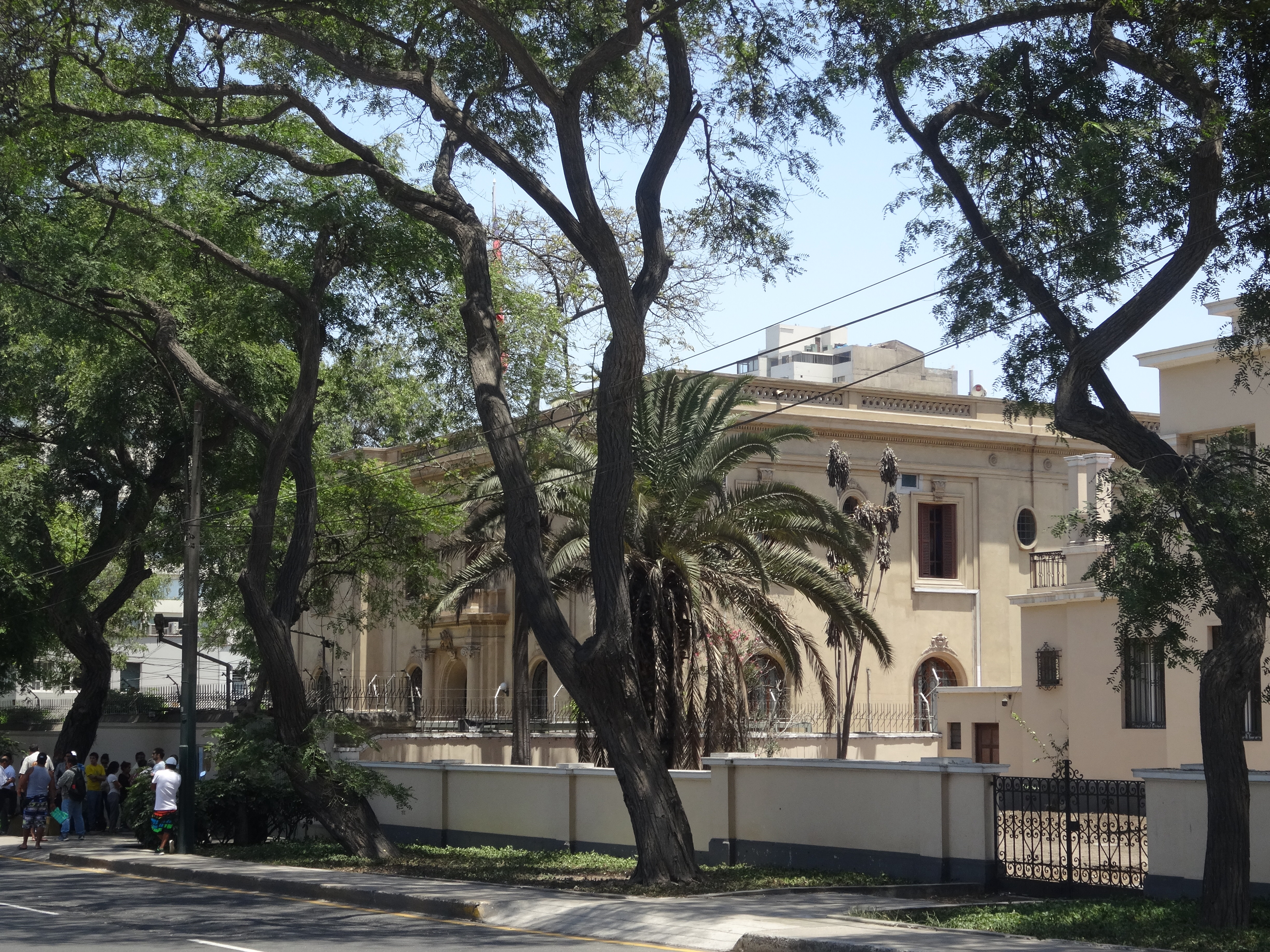
Ambassade à Lima.
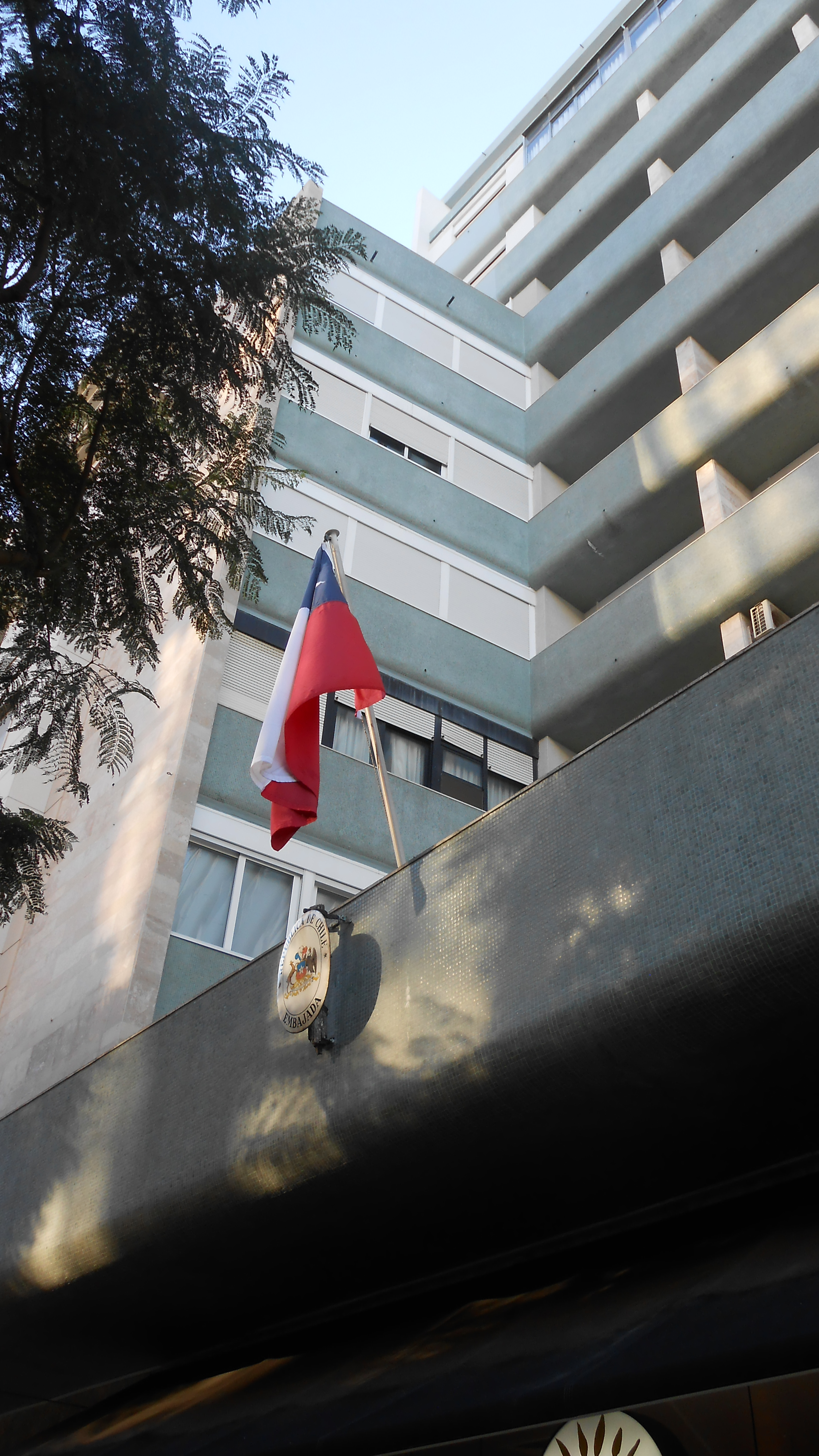
Ambassade à Lisbonne.
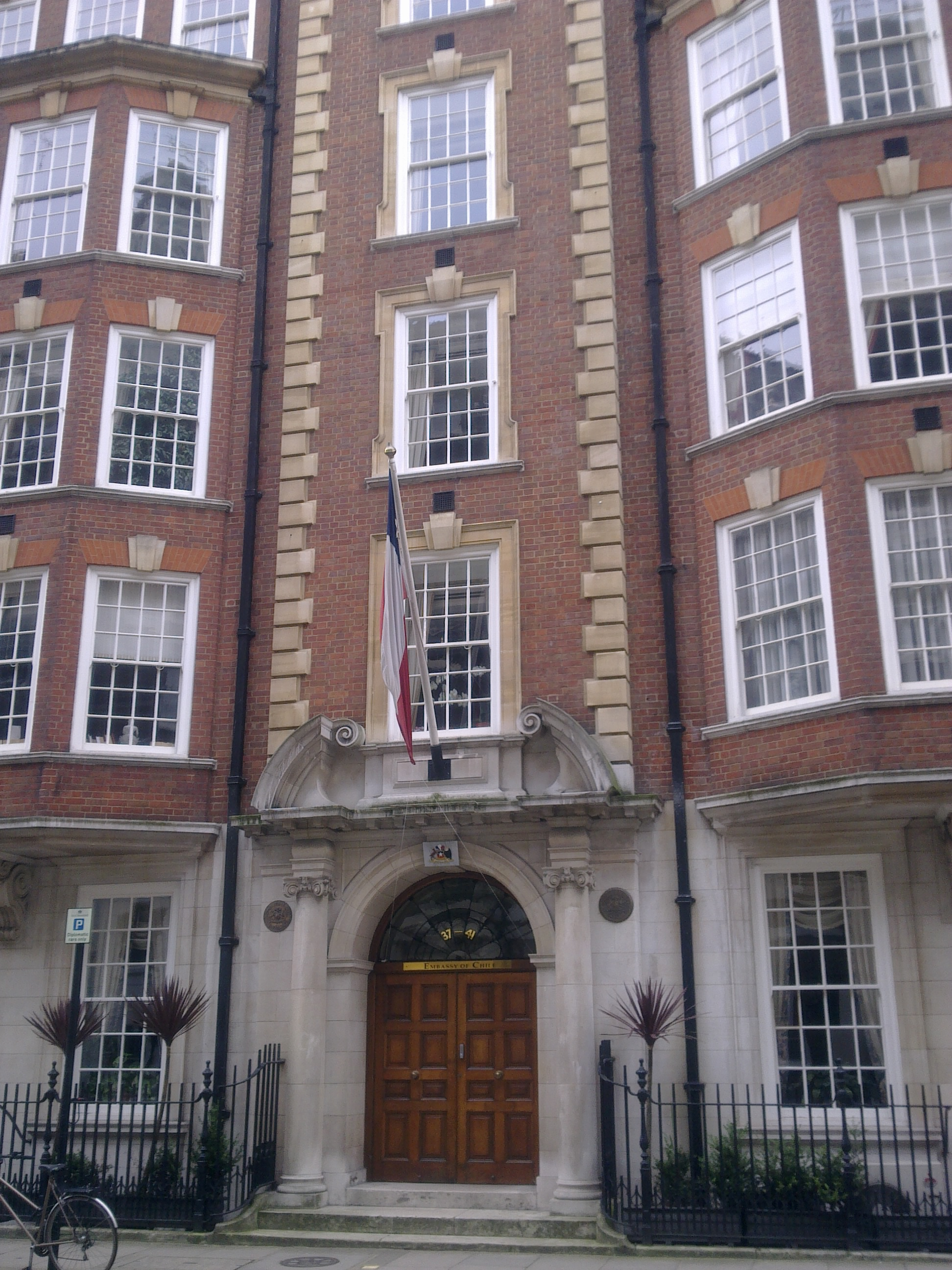
Ambassade à Londres.
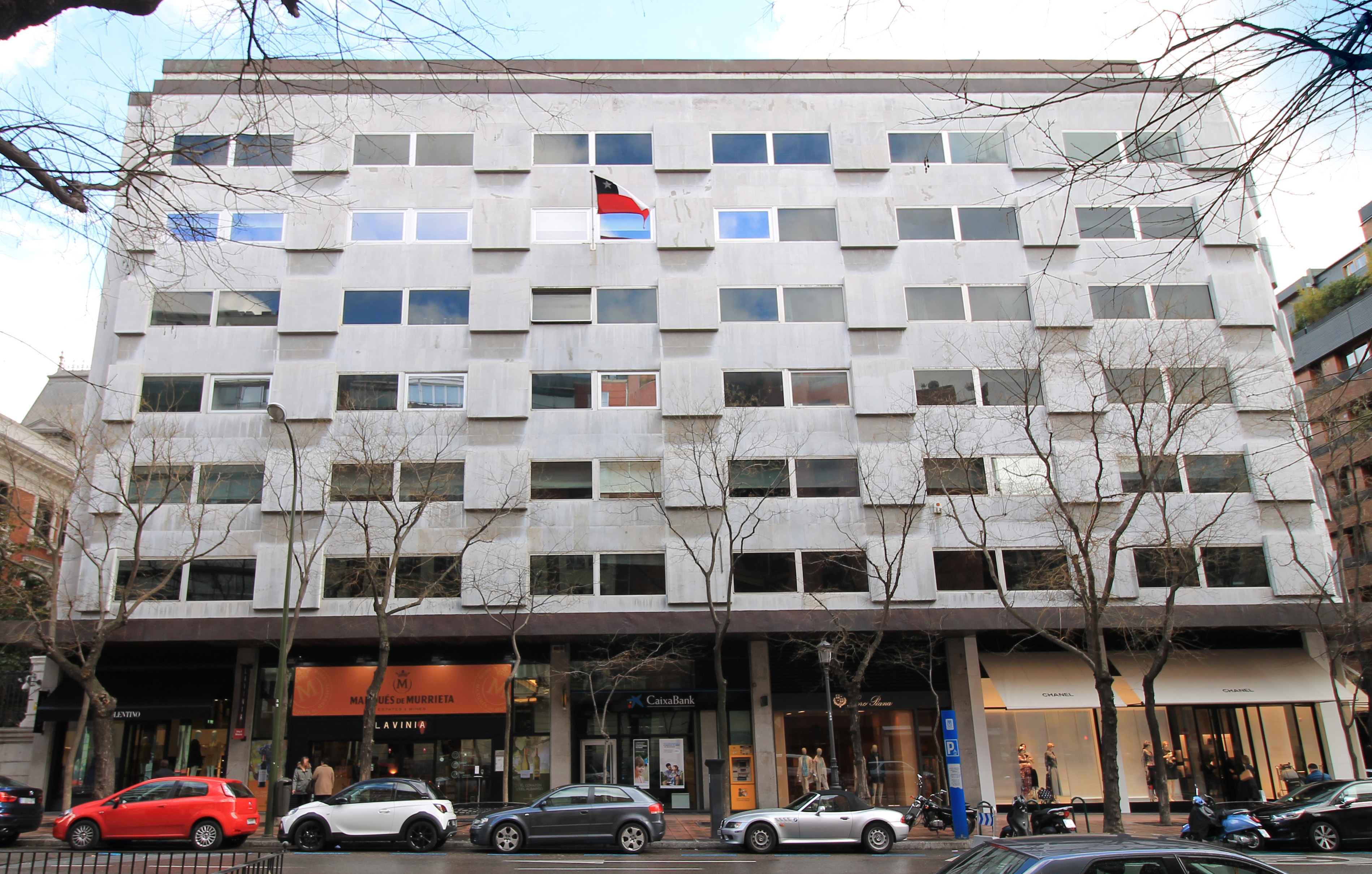
Ambassade à Madrid.
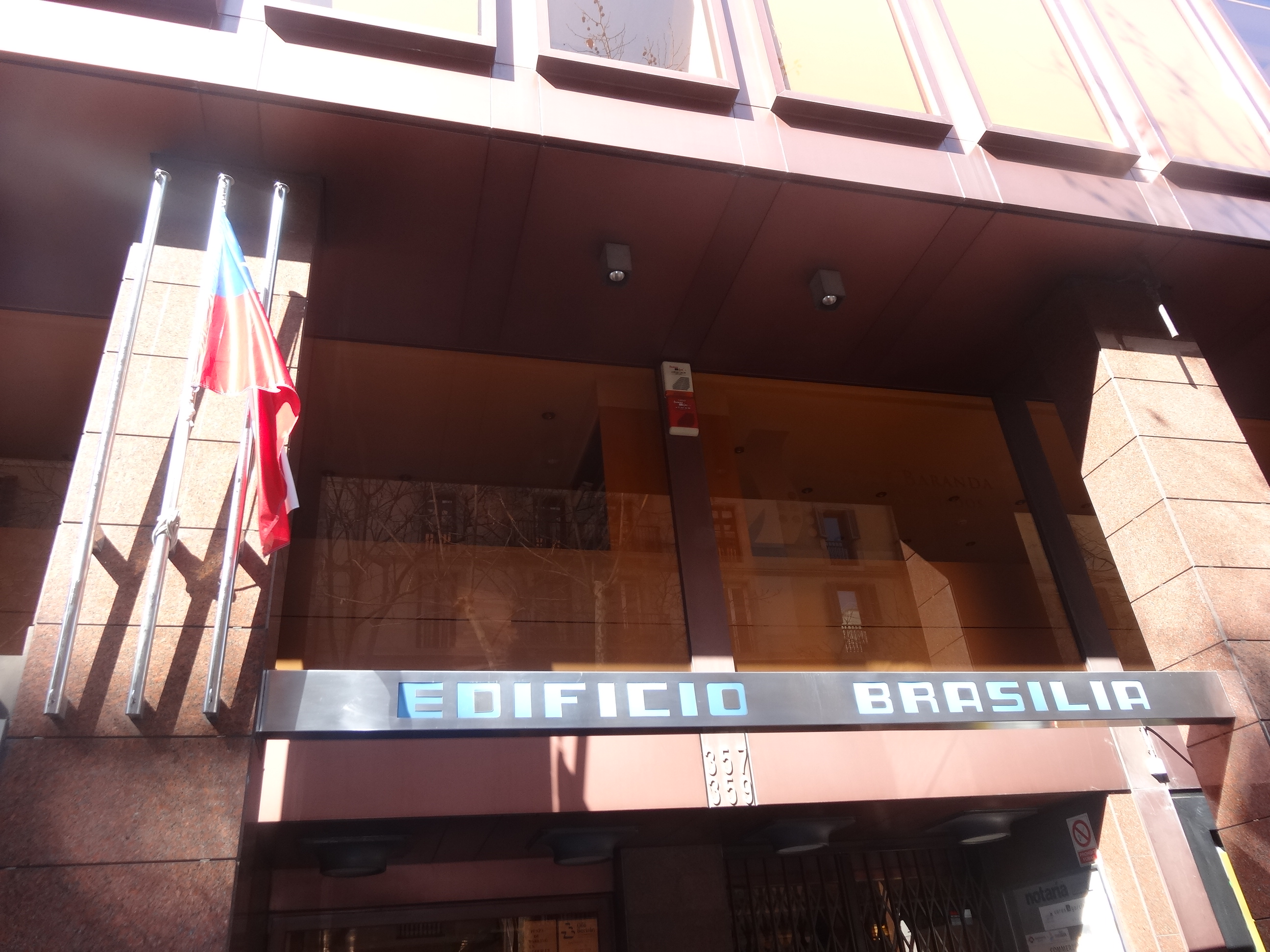
Consulate général à Barcelone.
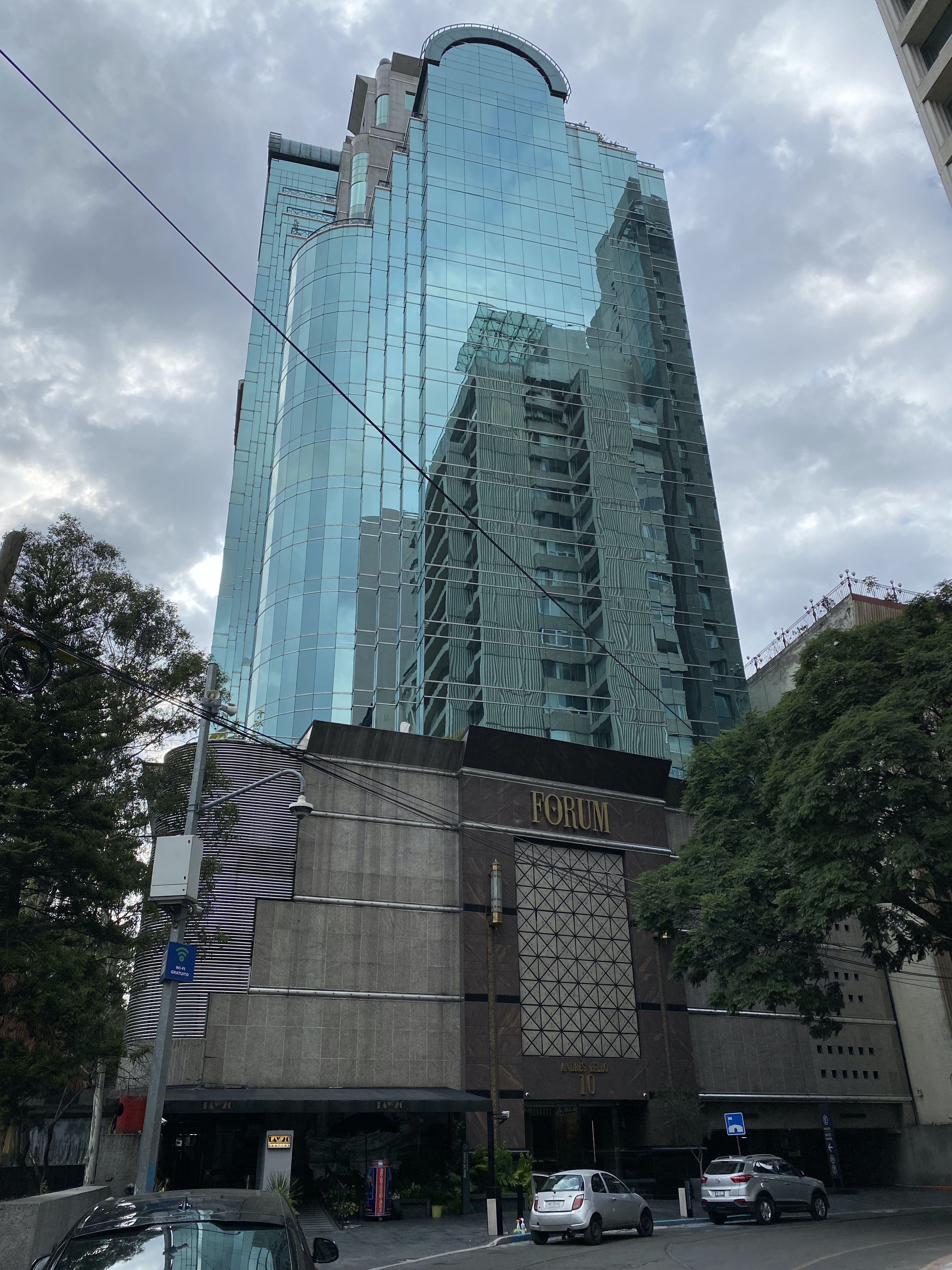
Bâtiment abritant l'ambassade à Mexico.
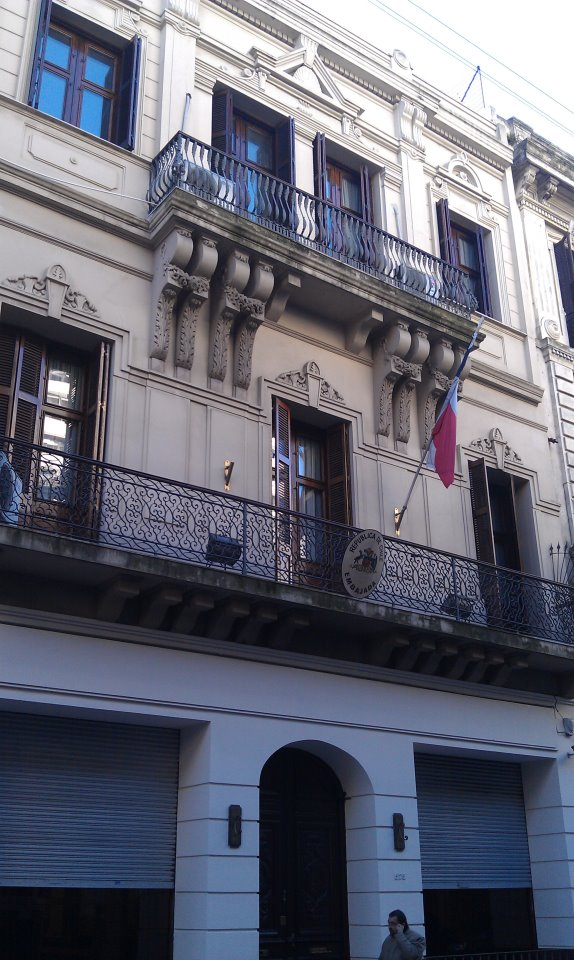
Ambassade à Montevideo.
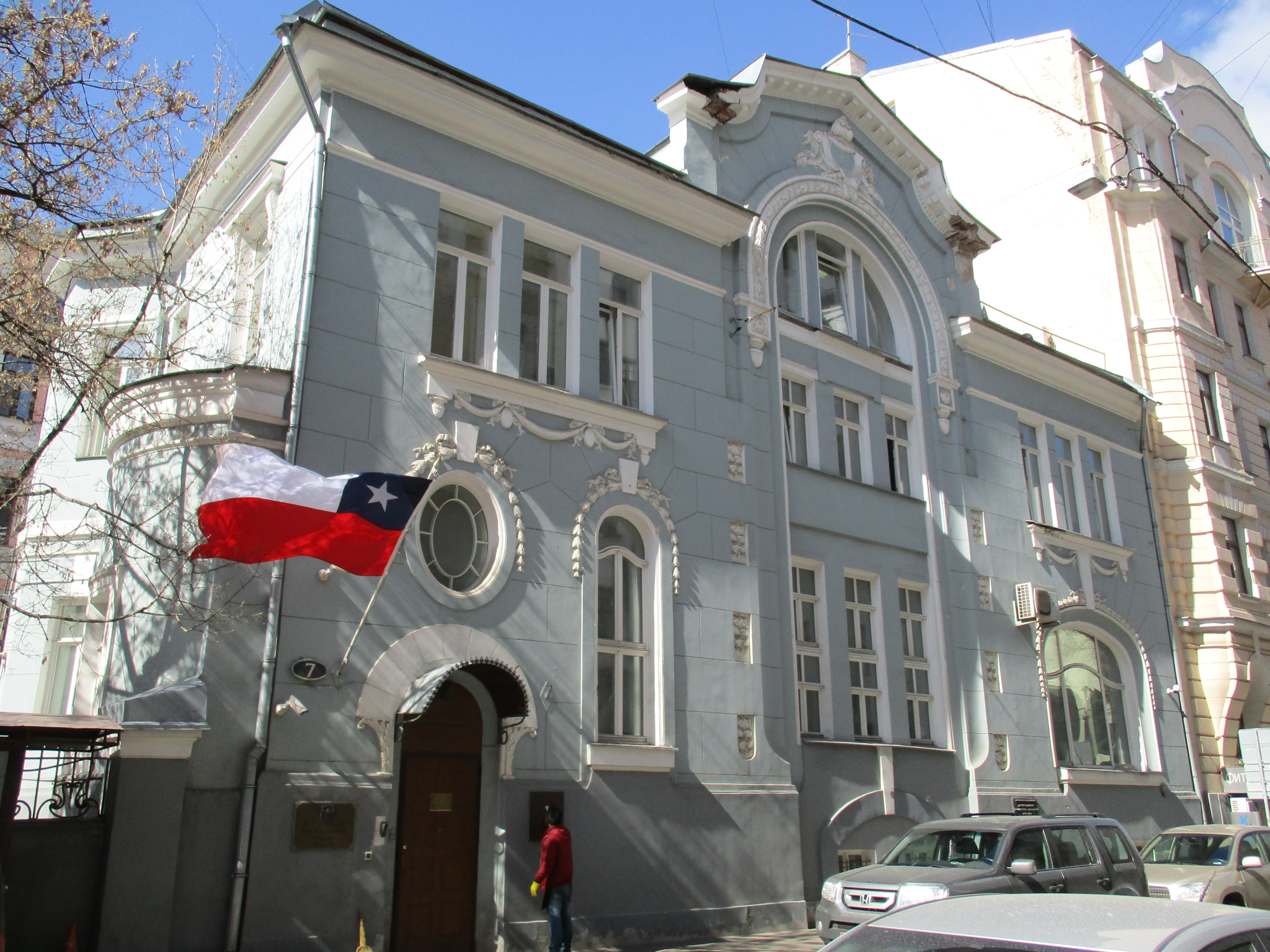
Ambassade à Moscou.
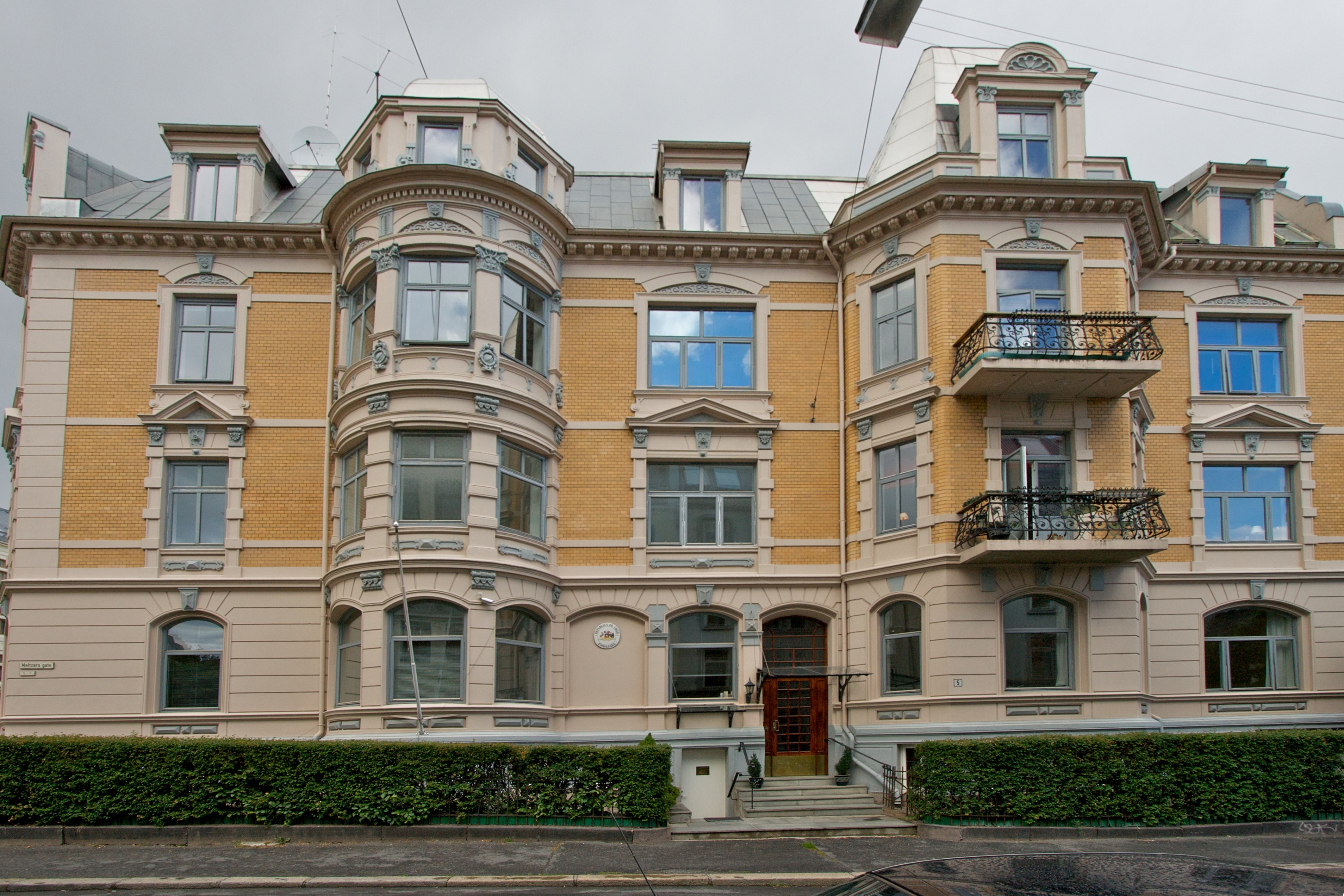
Ambassade à Oslo.
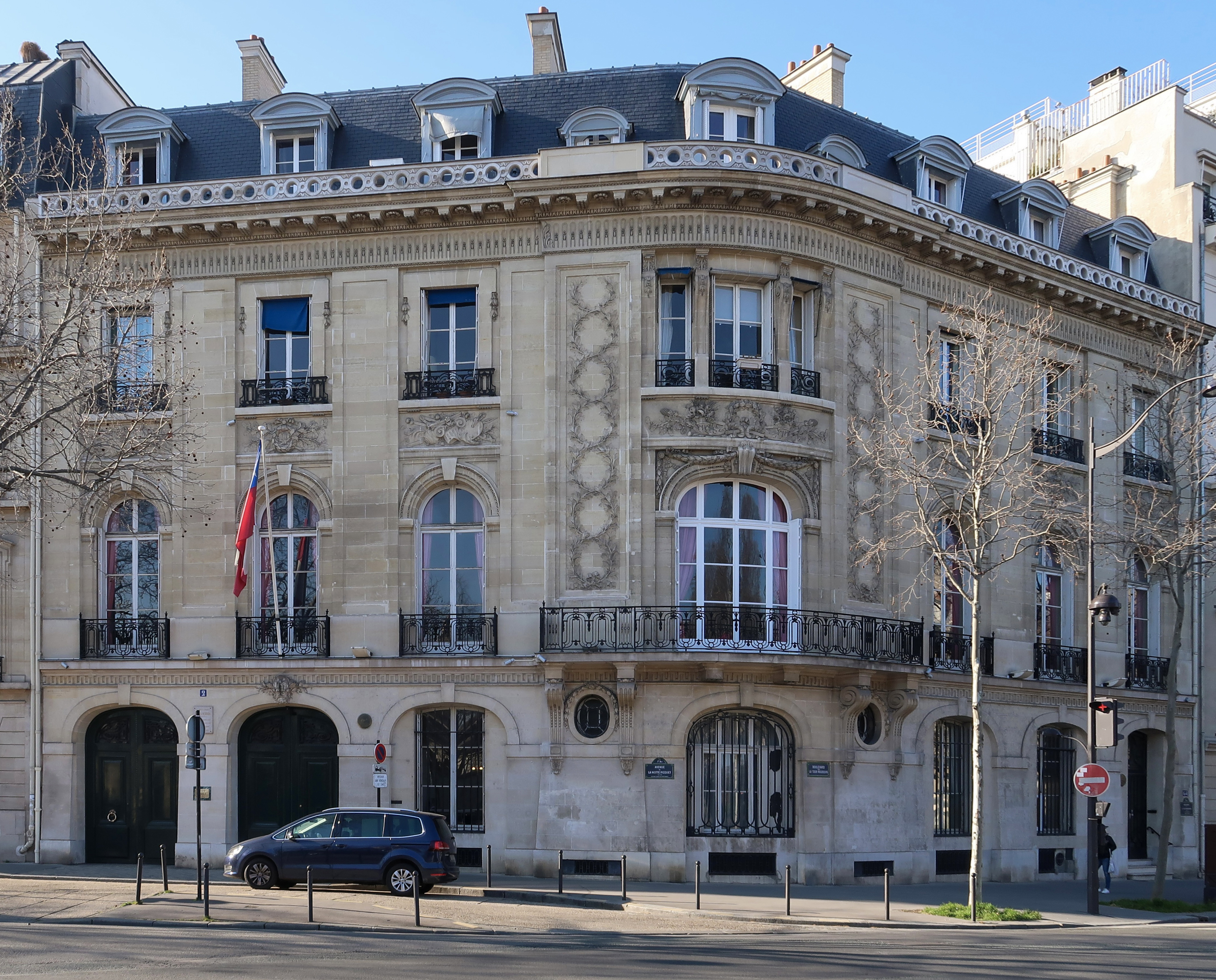
Ambassade à Paris.
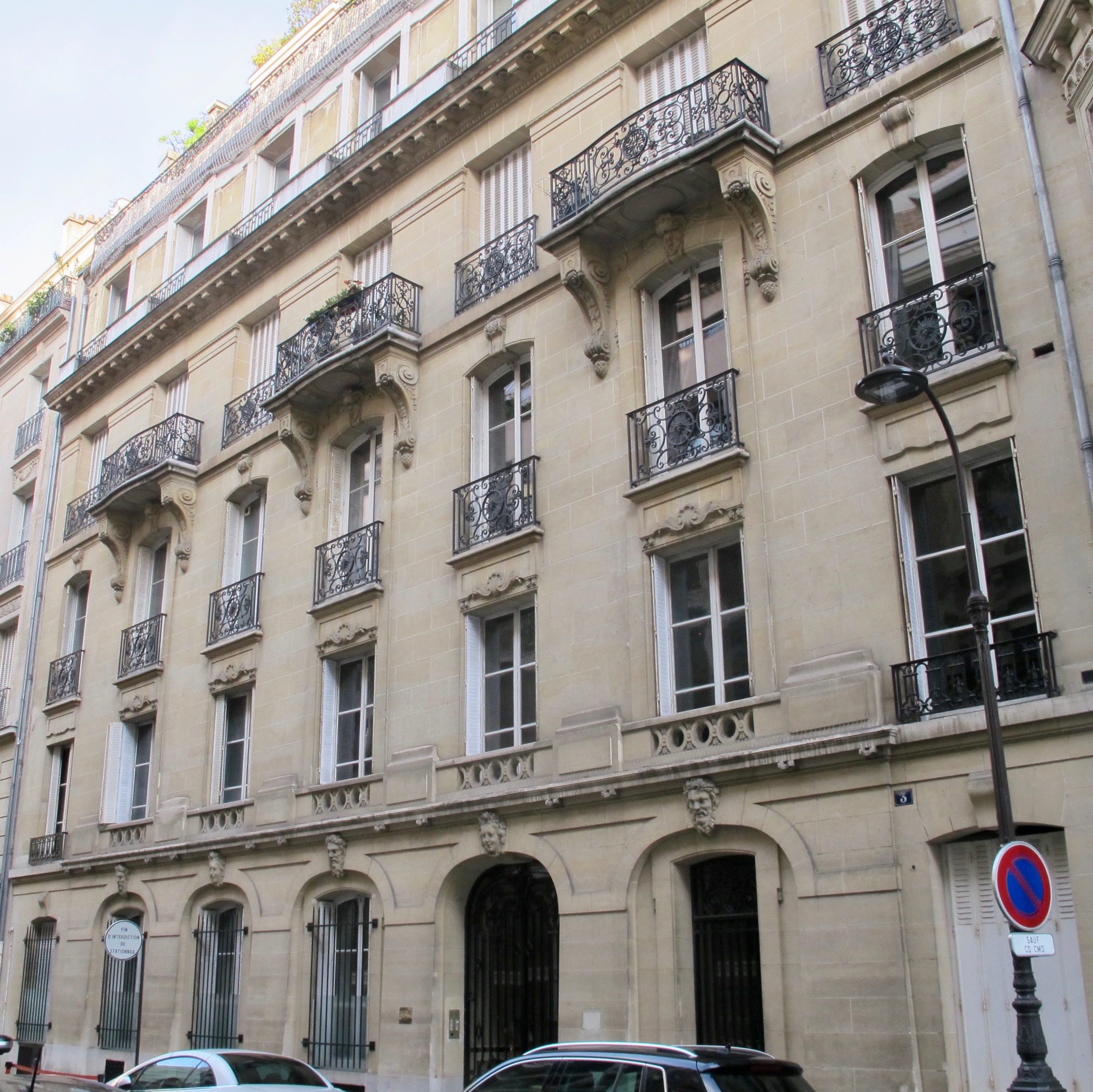
Mission permanente auprès l'OCDE à Paris.
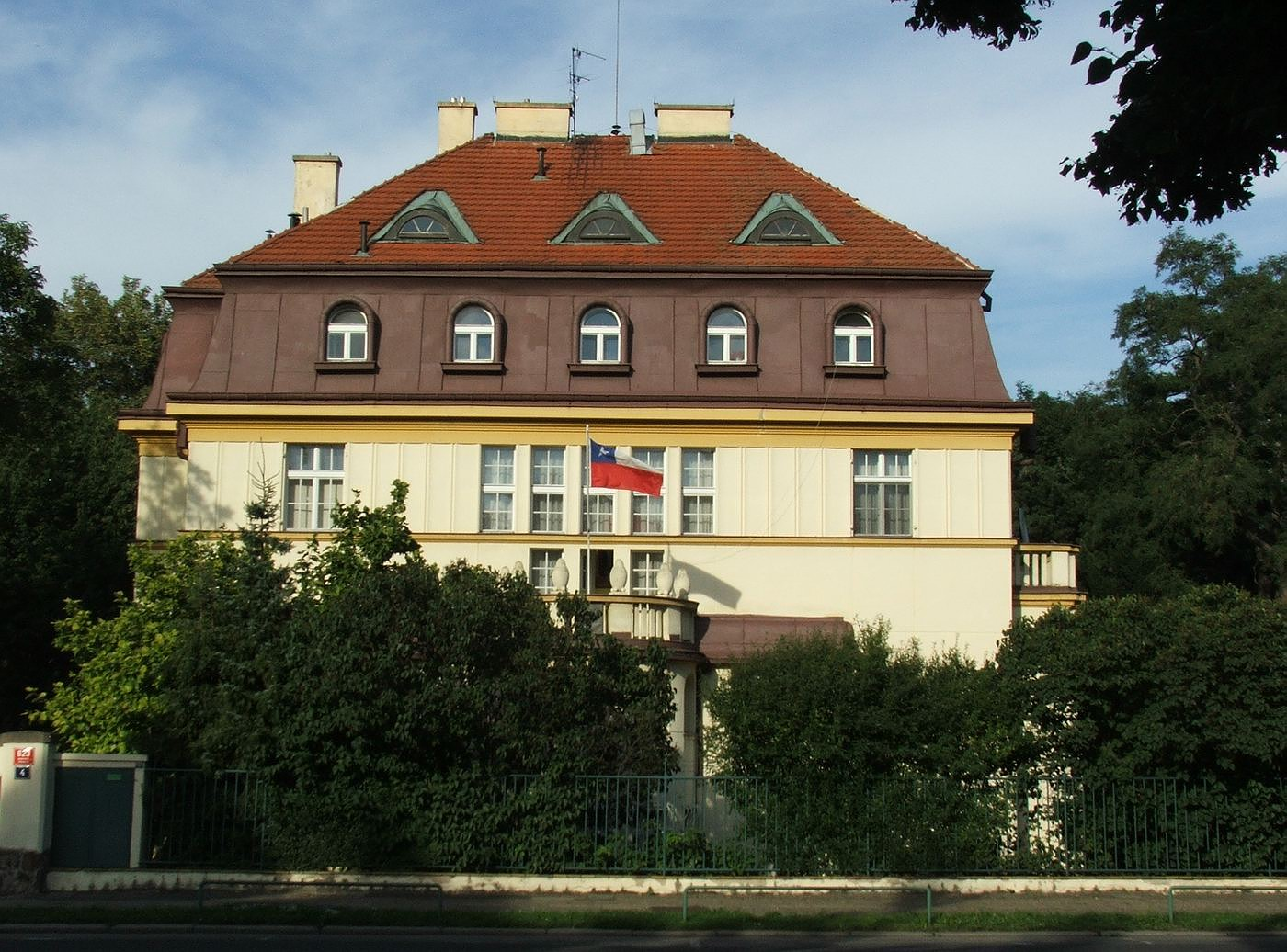
Ambassade à Prague.
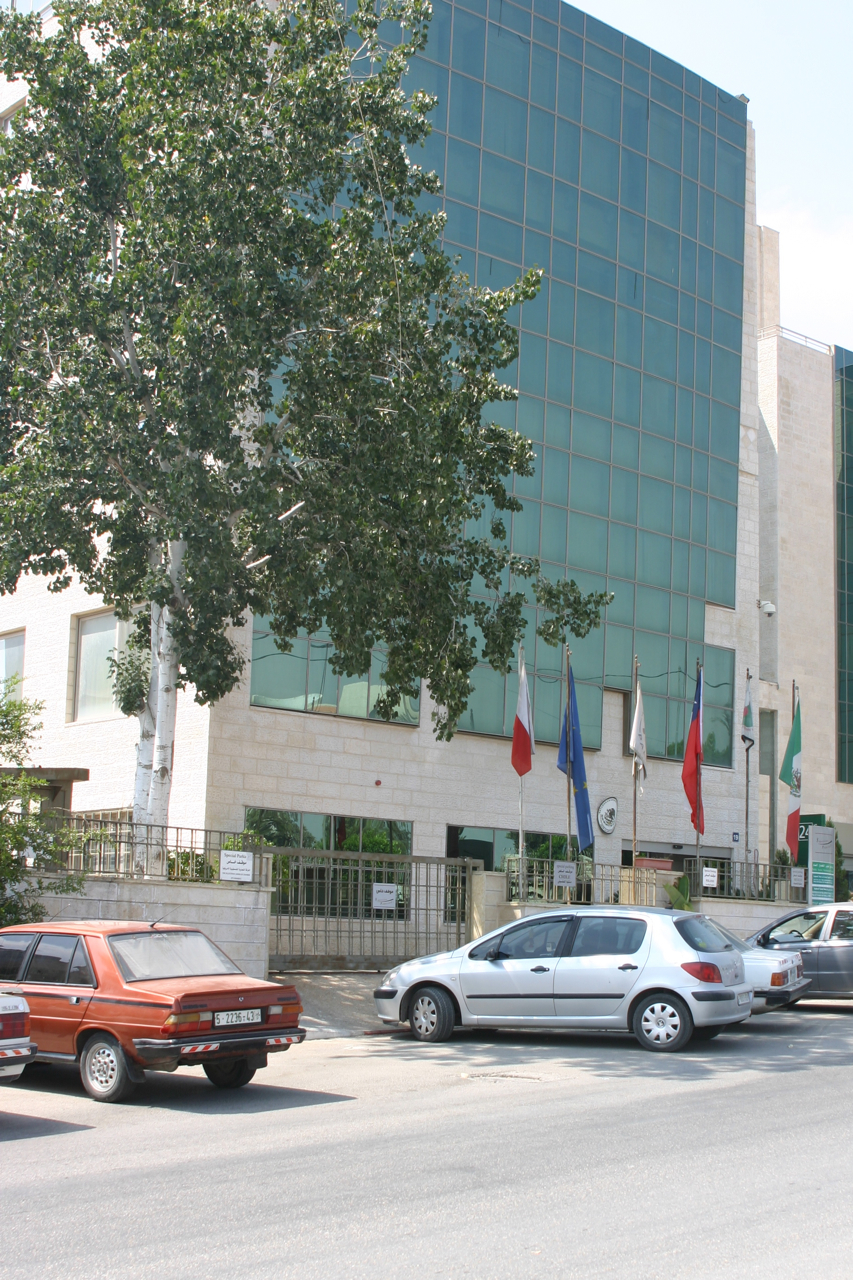
Bureau de représentation à Ramallah.
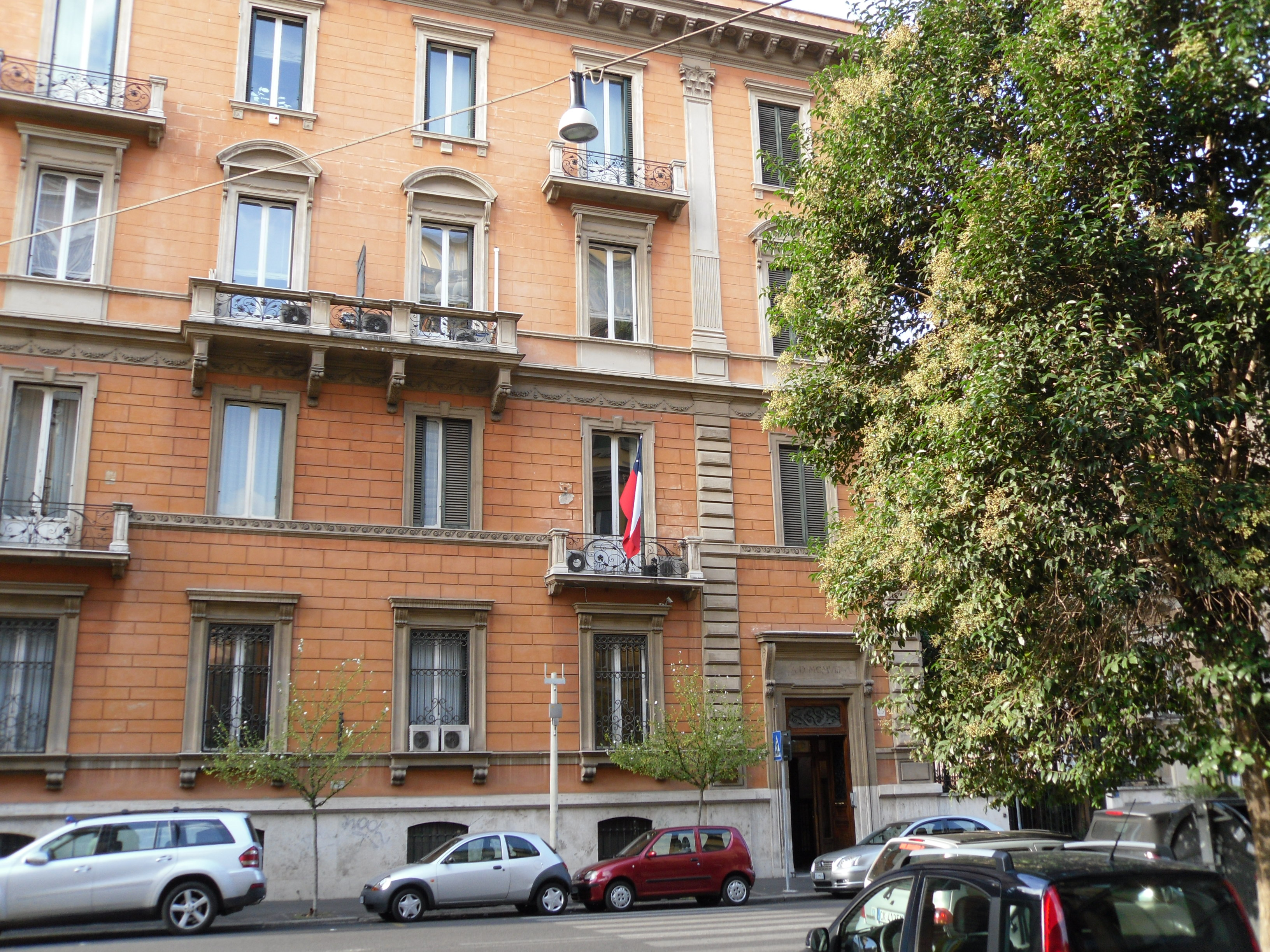
Ambassade à Rome.
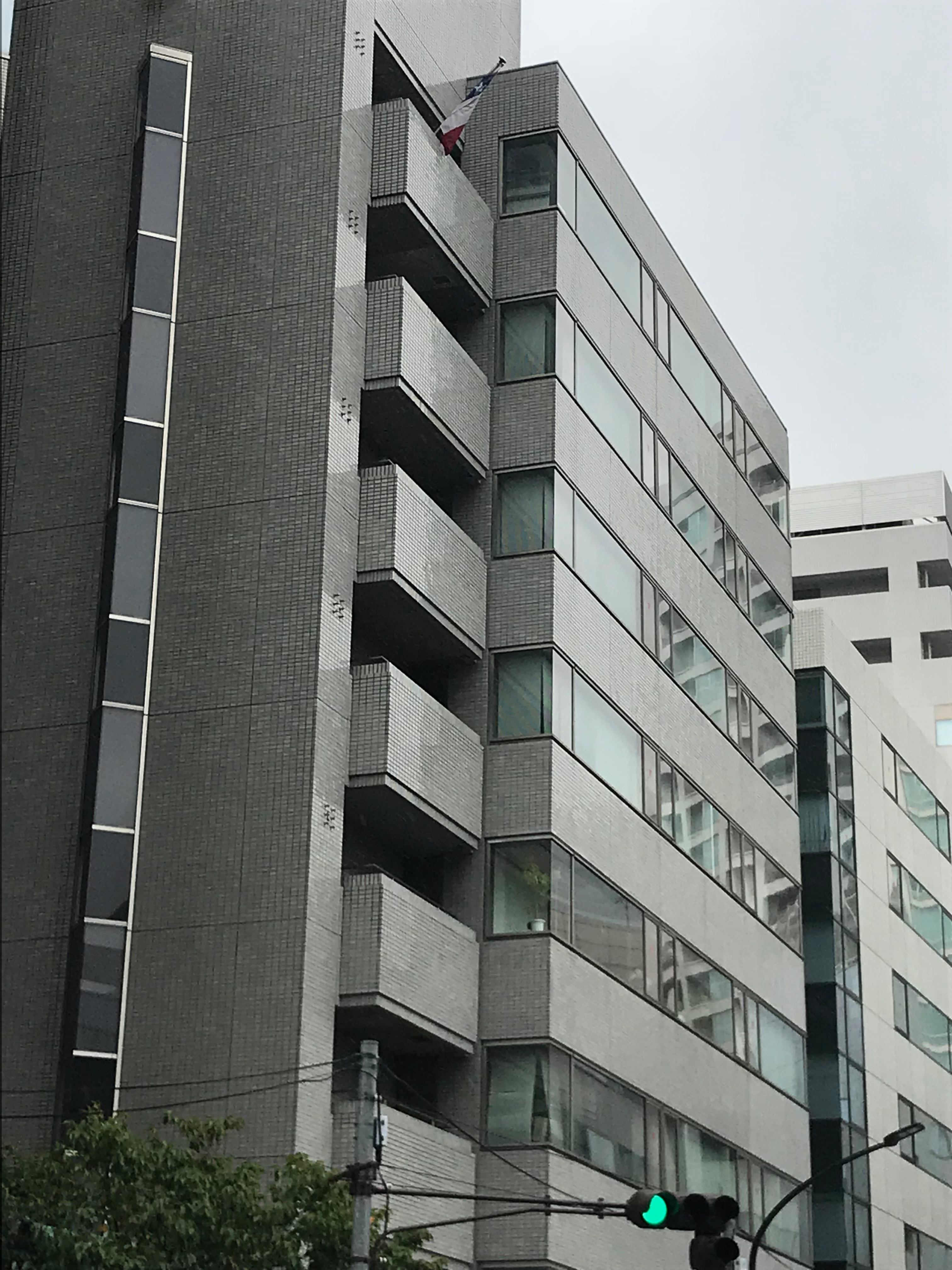
Ambassade à  Tokyo.
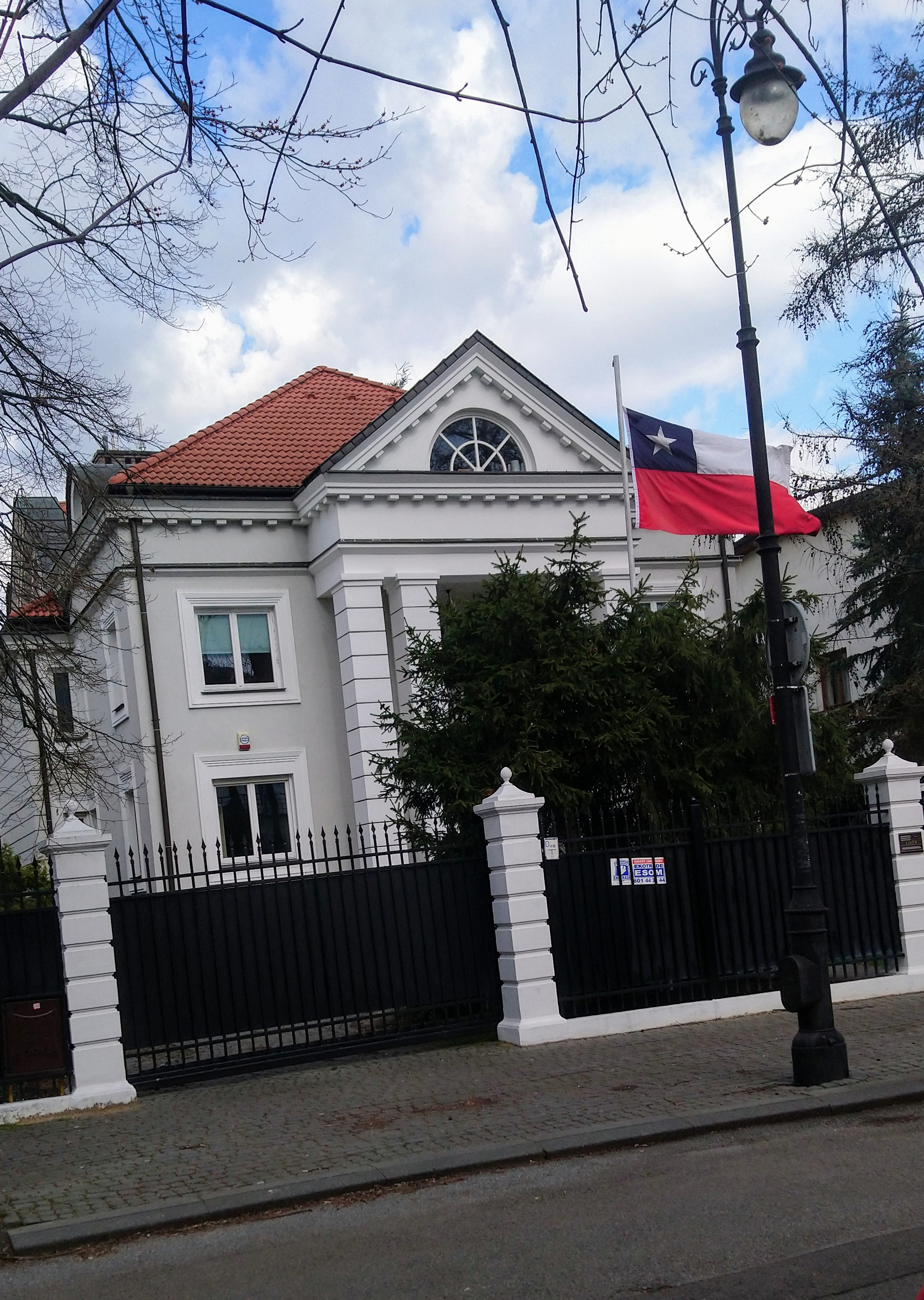
Ambassade à Varsovie.
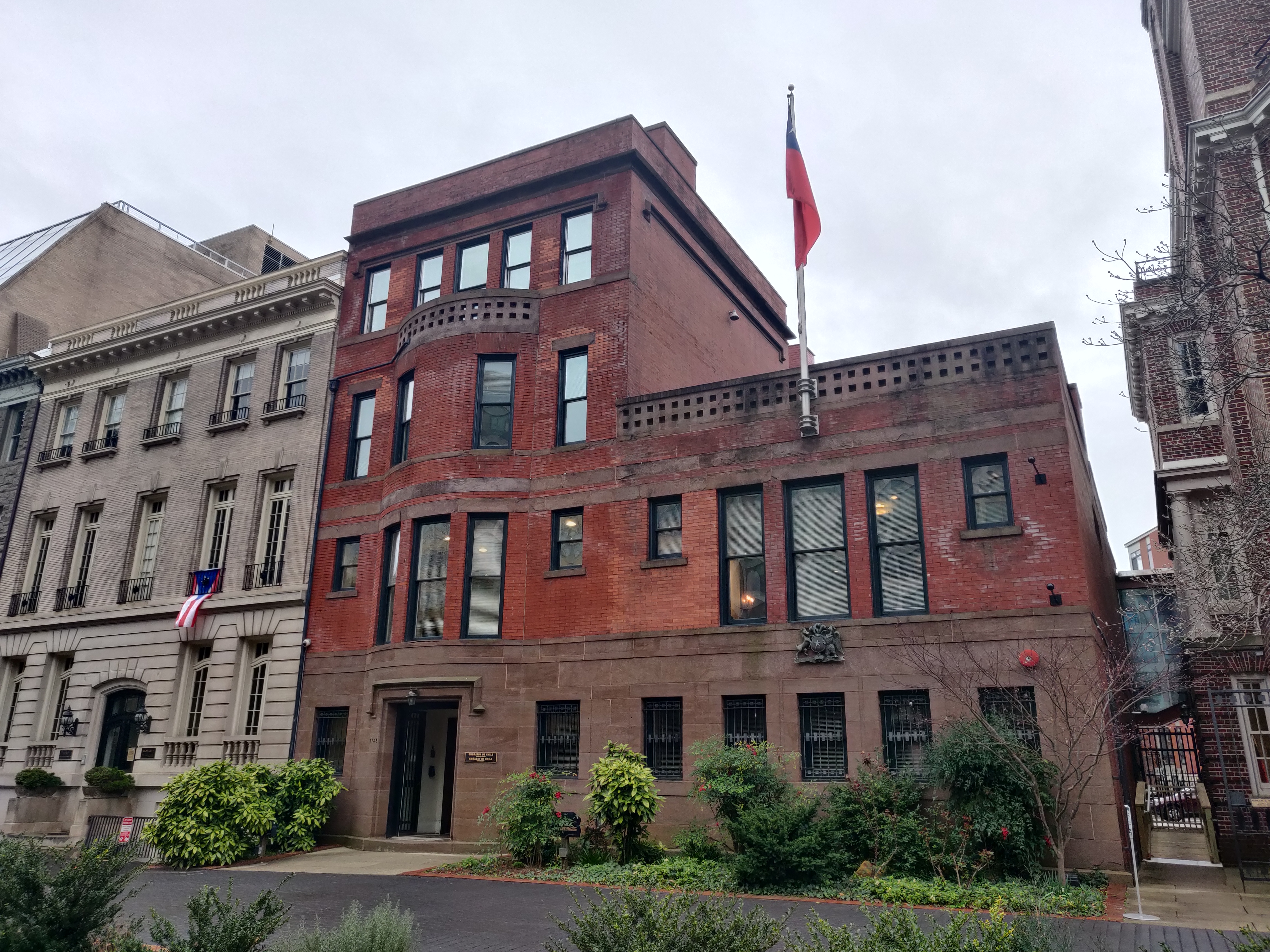
Ambassade à Washington.